# Alan Morgan
Alan Conger Morgan (Los Angeles, 30 de março de 1909 — Rancho Mirage, 22 de junho de 1984) foi um velejador estadunidense, campeão olímpico. Ele competiu nos Jogos Olímpicos de Verão de 1932 na classe 8 Metre e conquistou a medalha de ouro na disputa a bordo do Angelita com Owen Churchill, John Biby, Alphonse Burnand, Kenneth Carey, William Cooper, Pierpont Davis, Carl Dorsey, John Huettner, Richard Moore, Robert Sutton e Thomas Webster.
Ele começou sua carreira profissional na Douglas Aircraft Company de Long Beach e como piloto de testes da Menasco Motors Company e da Loughead Bros., que mais tarde se tornou a Lockheed. Ele também trabalhou como piloto de carga para a Transcontinental Air Transport, precursora da Trans World Airlines (TWA). Em 1940, ele ingressou na Northrop Corporation e mais tarde se tornou vice-presidente.